# Équipe des Pays-Bas féminine de handball aux Jeux olympiques d'été de 2016
Cet article relate le parcours de l'Équipe des Pays-Bas féminine de handball aux Jeux olympiques d'été de 2016, organisé au Brésil. Il s'agit de la 1re participation des Pays-Bas aux Jeux olympiques..
Pour sa 1re participation, les Hollandaises confirment que la médaille d'argent remportée au Championnat du monde 2015 n'était pas usurpée : quatrième de sa poule, les Pays-Bas écartent le Brésil, pays hôte, en quart de finale avant de s'incliner d'un petit but face à la France en demi-finale. Dans le match pour la médaille de bronze, les Hollandaises s'inclinent nettement 26 à 36 face aux Norvégiennes, grandes favorites de la compétition.

## Résultats

### Poule B
|   | Équipe       | Pts | J | G | N | P | Bp  | Bc  | Diff |
| - | ------------ | --- | - | - | - | - | --- | --- | ---- |
| 1 | Russie       | 10  | 5 | 5 | 0 | 0 | 165 | 147 | 18   |
| 2 | France       | 8   | 5 | 4 | 0 | 1 | 118 | 93  | 25   |
| 3 | Suède        | 5   | 5 | 2 | 1 | 2 | 150 | 141 | 9    |
| 4 | Pays-Bas     | 4   | 5 | 1 | 2 | 2 | 135 | 135 | 0    |
| 5 | Corée du Sud | 3   | 5 | 1 | 1 | 3 | 130 | 136 | -6   |
| 6 | Argentine    | 0   | 5 | 0 | 0 | 5 | 101 | 147 | -46  |

|  | Qualifié pour les quarts de finale                                                                                     |
|  | Éliminé |
|  | Pts points ; J joués ; G victoires ; N nuls ; P défaites BP buts marqués ; BC buts encaissés ; Diff différence de buts |

Remarque : toutes les heures sont locales (UTC−3). En Europe (UTC+2), il faut donc ajouter 5 heures.
| 6 août 2016 11 h 30 | Pays-Bas                          | 14 - 18  | France              | Future Arena, Rio de Janeiro Affluence : 8 452 Arbitrage : Røen, Arntsen |
| 6 août 2016 11 h 30 | van der Heijden, Groot, Abbingh 3 | (6 - 10) | Lacrabère, Pineau 5 | Future Arena, Rio de Janeiro Affluence : 8 452 Arbitrage : Røen, Arntsen |
| 6 août 2016 11 h 30 | ×3 ×5                             | Rapport  | ×3                  | Future Arena, Rio de Janeiro Affluence : 8 452 Arbitrage : Røen, Arntsen |

| 8 août 2016 19 h 50 | Argentine | 18 - 26  | Pays-Bas | Future Arena, Rio de Janeiro Affluence : 8 975 Arbitrage : Mousaviyan, Kolahdouzan |
| 8 août 2016 19 h 50 | Mendoza 3 | (9 - 13) | Polman 6 | Future Arena, Rio de Janeiro Affluence : 8 975 Arbitrage : Mousaviyan, Kolahdouzan |
| 8 août 2016 19 h 50 | ×1 ×6     | Rapport  | ×3 ×5    | Future Arena, Rio de Janeiro Affluence : 8 975 Arbitrage : Mousaviyan, Kolahdouzan |

| 10 août 2016 19 h 50 | Pays-Bas       | 32 - 32   | Corée du Sud | Future Arena, Rio de Janeiro Affluence : 6 248 Arbitrage : Lopéz, Ramírez |
| 10 août 2016 19 h 50 | Broch, Groot 7 | (18 - 17) | Gwon 11      | Future Arena, Rio de Janeiro Affluence : 6 248 Arbitrage : Lopéz, Ramírez |
| 10 août 2016 19 h 50 | ×3 ×5          | Rapport   | ×4 ×3        | Future Arena, Rio de Janeiro Affluence : 6 248 Arbitrage : Lopéz, Ramírez |

| 12 août 2016 11 h 30 | Suède     | 29 - 29   | Pays-Bas    | Future Arena, Rio de Janeiro Affluence : 5 958 Arbitrage : Alpaidze, Berezkina |
| 12 août 2016 11 h 30 | Hagman 14 | (16 - 13) | Malestein 5 | Future Arena, Rio de Janeiro Affluence : 5 958 Arbitrage : Alpaidze, Berezkina |
| 12 août 2016 11 h 30 | ×3        | Rapport   | ×2 ×1       | Future Arena, Rio de Janeiro Affluence : 5 958 Arbitrage : Alpaidze, Berezkina |

| 14 août 2016 14 h 40 | Pays-Bas  | 34 - 38   | Russie  | Future Arena, Rio de Janeiro Affluence : 8 542 Arbitrage : Lah, Sok |
| 14 août 2016 14 h 40 | Polman 12 | (16 - 17) | Ilina 8 | Future Arena, Rio de Janeiro Affluence : 8 542 Arbitrage : Lah, Sok |
| 14 août 2016 14 h 40 | ×3 ×6     | Rapport   | ×2 ×4   | Future Arena, Rio de Janeiro Affluence : 8 542 Arbitrage : Lah, Sok |

### Phase finale
|  | Quarts de finale                              | Quarts de finale                              |                                               |                                               | Demi-finales                                  | Demi-finales                                  |      |  | Finale                                        | Finale                                        |
|  | Quarts de finale                              | Quarts de finale                              |                                               |                                               | Demi-finales                                  | Demi-finales                                  |      |  | Finale                                        | Finale                                        |
|  |                                               |                                               |                                               |                                               |                                               |                                               |      |  |                                               |                                               |
|  | 16 août, 10h00, Future Arena (Rio de Janeiro) | 16 août, 10h00, Future Arena (Rio de Janeiro) |                                               |                                               | 18 août, 15h30, Future Arena (Rio de Janeiro) | 18 août, 15h30, Future Arena (Rio de Janeiro) |      |  | 20 août, 15h30, Future Arena (Rio de Janeiro) | 20 août, 15h30, Future Arena (Rio de Janeiro) |
|  | 16 août, 10h00, Future Arena (Rio de Janeiro) | 16 août, 10h00, Future Arena (Rio de Janeiro) |                                               |                                               | 18 août, 15h30, Future Arena (Rio de Janeiro) | 18 août, 15h30, Future Arena (Rio de Janeiro) |      |  | 20 août, 15h30, Future Arena (Rio de Janeiro) | 20 août, 15h30, Future Arena (Rio de Janeiro) |
|  | [A1] Brésil                                   | 23                                            |                                               |                                               | 18 août, 15h30, Future Arena (Rio de Janeiro) | 18 août, 15h30, Future Arena (Rio de Janeiro) |      |  | 20 août, 15h30, Future Arena (Rio de Janeiro) | 20 août, 15h30, Future Arena (Rio de Janeiro) |
|  | [A1] Brésil                                   | 23                                            |                                               |                                               | 18 août, 15h30, Future Arena (Rio de Janeiro) | 18 août, 15h30, Future Arena (Rio de Janeiro) |      |  | 20 août, 15h30, Future Arena (Rio de Janeiro) | 20 août, 15h30, Future Arena (Rio de Janeiro) |
|  | [B4] Pays-Bas                                 | 32                                            |                                               |                                               | 18 août, 15h30, Future Arena (Rio de Janeiro) | 18 août, 15h30, Future Arena (Rio de Janeiro) |      |  | 20 août, 15h30, Future Arena (Rio de Janeiro) | 20 août, 15h30, Future Arena (Rio de Janeiro) |
|  | [B4] Pays-Bas                                 | 32                                            | Pays-Bas                                      | 23                                            |                                               |                                               |      |  | 20 août, 15h30, Future Arena (Rio de Janeiro) | 20 août, 15h30, Future Arena (Rio de Janeiro) |
|  | 16 août, 13h30, Future Arena (Rio de Janeiro) |                                               | Pays-Bas                                      | 23                                            |                                               |                                               |      |  | 20 août, 15h30, Future Arena (Rio de Janeiro) | 20 août, 15h30, Future Arena (Rio de Janeiro) |
|  |                                               | France                                        | 24                                            |                                               |                                               |                                               |      |  | 20 août, 15h30, Future Arena (Rio de Janeiro) | 20 août, 15h30, Future Arena (Rio de Janeiro) |
|  | [A3] Espagne                                  | France                                        | 24                                            | 26                                            |                                               |                                               |      |  | 20 août, 15h30, Future Arena (Rio de Janeiro) | 20 août, 15h30, Future Arena (Rio de Janeiro) |
|  | [A3] Espagne                                  |                                               |                                               | 26                                            |                                               |                                               |      |  | 20 août, 15h30, Future Arena (Rio de Janeiro) | 20 août, 15h30, Future Arena (Rio de Janeiro) |
|  | [B2] France                                   | 27ap                                          |                                               |                                               |                                               |                                               |      |  | 20 août, 15h30, Future Arena (Rio de Janeiro) | 20 août, 15h30, Future Arena (Rio de Janeiro) |
|  | [B2] France                                   | 27ap                                          | France                                        | 19                                            |                                               |                                               |      |  |                                               |                                               |
|  | 16 août, 17h00, Future Arena (Rio de Janeiro) |                                               | France                                        | 19                                            |                                               |                                               |      |  |                                               |                                               |
|  |                                               | Russie                                        | 22                                            |                                               |                                               |                                               |      |  |                                               |                                               |
|  | [A2] Norvège                                  | Russie                                        | 22                                            | 33                                            |                                               |                                               |      |  |                                               |                                               |
|  | [A2] Norvège                                  | 18 août, 20h30, Future Arena (Rio de Janeiro) |                                               | 33                                            |                                               |                                               |      |  |                                               |                                               |
|  | [B3] Suède                                    | 20                                            |                                               |                                               |                                               |                                               |      |  |                                               |                                               |
|  | [B3] Suède                                    | 20                                            | Norvège                                       | 37                                            |                                               |                                               |      |  |                                               |                                               |
|  | 16 août, 20h30, Future Arena (Rio de Janeiro) | 16 août, 20h30, Future Arena (Rio de Janeiro) | Norvège                                       | 37                                            | Match pour la 3e place                        | Match pour la 3e place                        |      |  |                                               |                                               |
|  | 16 août, 20h30, Future Arena (Rio de Janeiro) | 16 août, 20h30, Future Arena (Rio de Janeiro) |                                               | Russie                                        | Match pour la 3e place                        | Match pour la 3e place                        | 38ap |  |                                               |                                               |
|  | [A4] Angola                                   | 27                                            | 20 août, 11h30, Future Arena (Rio de Janeiro) | 20 août, 11h30, Future Arena (Rio de Janeiro) |                                               |                                               | 38ap |  |                                               |                                               |
|  | [A4] Angola                                   | 27                                            | 20 août, 11h30, Future Arena (Rio de Janeiro) | 20 août, 11h30, Future Arena (Rio de Janeiro) |                                               |                                               |      |  |                                               |                                               |
|  | [B1] Russie                                   | 31                                            |                                               | Pays-Bas                                      | 26                                            |                                               |      |  |                                               |                                               |
|  | [B1] Russie                                   | 31                                            |                                               | Pays-Bas                                      | 26                                            |                                               |      |  |                                               |                                               |
|  |                                               |                                               |                                               |                                               |                                               |                                               |      |  | Norvège                                       | 36                                            |
|  |                                               |                                               |                                               |                                               |                                               |                                               |      |  | Norvège                                       | 36                                            |

#### Quarts de finale
| 16 août 2016 10 h 00 | Brésil     | 23 - 32   | Pays-Bas | Future Arena, Rio de Janeiro Affluence : 8 878 Arbitrage : Røen, Arntsen |
| 16 août 2016 10 h 00 | da Silva 7 | (11 - 12) | Polman 7 | Future Arena, Rio de Janeiro Affluence : 8 878 Arbitrage : Røen, Arntsen |
| 16 août 2016 10 h 00 | ×4 ×6      | Rapport   | ×3 ×2    | Future Arena, Rio de Janeiro Affluence : 8 878 Arbitrage : Røen, Arntsen |

#### Demi-finales
| 18 août 2016 15 h 30 | Pays-Bas          | 23 - 24   | France   | Future Arena, Rio de Janeiro Affluence : 8 702 Arbitrage : Koo, Lee |
| 18 août 2016 15 h 30 | van der Heijden 8 | (13 - 17) | Pineau 7 | Future Arena, Rio de Janeiro Affluence : 8 702 Arbitrage : Koo, Lee |
| 18 août 2016 15 h 30 | ×3 ×2             | Rapport   | ×2 ×3    | Future Arena, Rio de Janeiro Affluence : 8 702 Arbitrage : Koo, Lee |

#### Match pour la médaille de bronze
| 20 août 2016 11 h 30 | Pays-Bas | 26 - 36   | Norvège | Future Arena, Rio de Janeiro Affluence : 8 473 Arbitrage : Charlotte et Julie Bonaventura |
| 20 août 2016 11 h 30 | Groot 6  | (13 - 19) | Mørk 7  | Future Arena, Rio de Janeiro Affluence : 8 473 Arbitrage : Charlotte et Julie Bonaventura |
| 20 août 2016 11 h 30 | ×3 ×0    | Rapport   | ×1      | Future Arena, Rio de Janeiro Affluence : 8 473 Arbitrage : Charlotte et Julie Bonaventura |